# Shabnim Ismail
Shabnim Ismail (* 5. Oktober 1988 in Kapstadt, Südafrika) ist eine südafrikanische Cricketspielerin die seit 2007 für die südafrikanische Nationalmannschaft spielt.

## Kindheit und Ausbildung
Ismail ist Tochter von indischen Einwanderern und hat sechs Geschwister. In der Schule spielte sie mangels eines Cricketteams zunächst vorwiegend Fußball, bevor sie später dann dem gegründeten Jungenteam beitrat.

## Aktive Karriere

### Anfänge in der Nationalmannschaft
Ihr Debüt für die Nationalmannschaft absolvierte sie auf der Tour gegen Pakistan im Januar 2007, bei dem ihr 2 Wickets für 38 Runs in ihrem ersten WODI gelangen. Ihren ersten und bis heute einzigen WTest absolvierte sie bei einer Tour in den Niederlanden im Juli des gleichen Jahres. Kurz darauf folgte auch ihr erstes WTwenty20 gegen Neuseeland. Die erste Teilnahme bei einer Weltmeisterschaft hatte sie beim Women’s Cricket World Cup 2009 in Australien, bei dem sie jedoch nur ein Wicket erzielte. Ihre nächste Weltmeisterschaft bestritt sie beim ICC Women’s World Twenty20 2009, bei dem sie im Spiel gegen Australien 3 Wickets für 27 Runs erzielen konnte. Ein Jahr später beim ICC Women’s World Twenty20 2010 gelangen ihr abermals gegen Australien 3 Wickets für 30 Runs erreichte.
Im November 2011 konnte sie beim Women’s Cricket World Cup Qualifier 2011 gegen die Niederlande mit 6 Wickets für 10 Runs ihr erstes Five-for erzielen. Auf der Tour in Bangladesch im September 2012 konnte sie in der WODI-Serie im dritten Spiel 4 Wickets für 10 Runs erzielen, was ihr die Auszeichnung als Spielerin des Spiels und der Serie sicherte. Einen Monat später beim ICC Women’s World Twenty20 2012 gelangen ihr gegen Pakistan 3 Wickets für 19 Runs, womit sie als Spielerin des Spiels ausgezeichnet wurde. Im Februar 2013 konnte sie beim Women’s Cricket World Cup 2013 in der Vorrunde gegen Australien 4 Wickets für 41 Runs erreichen, was jedoch nicht zum Sieg reichte.

### Wichtige Bowlerin für Südafrika
In der Saison 2013/14 konnte sie auf der Tour gegen Sri Lanka 3 Wickets für 24 Runs erzielen. Es folgte bei einem Drei-Nationen-Turnier in Katar 3 Wickets für 25 Runs gegen Pakistan. Beim ICC Women’s World Twenty20 2014 gelangen ihr als beste Leistung 3 Wickets für 5 Runs gegen Irland. Im Sommer 2014 wurde sie mit drei anderen Spielerinnen aus der Cricket-Akademie suspendiert, nachdem diese gegen die Regeln für Alkoholkonsum verstoßen hatten. Zu Beginn der Saison 2014/15 konnte sie auf der Tour in Sri Lanka einmal 4 Wickets für 45 Runs und einmal 3 Wickets für 24 Runs erreichen. Im März 2015 konnte sie dann gegen Pakistan noch einmal 3 Wickets für 15 Runs erringen.
Auf der Tour gegen England im Februar 2016 konnte sie 3 Wickets für 32 Runs im zweiten WODI und 3 Wickets für 27 Runs im dritten WTwenty20 erzielen. Kurz darauf folgten zwei Mal 3 Wickets (3/12 und 3/25) auf in der WTwenty20-Serie gegen die West Indies. Im November 2016 wurde sie zusammen mit Trisha Chetty vom Team vorübergehend suspendiert. Beim Women’s Cricket World Cup Qualifier 2017 konnte sie gegen Bangladesch 3 Wickets für 14 Runs erzielen und wurde als Spielerin des Spiels ausgezeichnet. In der Vorbereitung zur Weltmeisterschaft erreichte sie bei einem heimischen Vier-Nationen-Turnier gegen Indien 3 Wickets für 54 Runs erreichen. Beim Women’s Cricket World Cup 2017 konnte sie gegen Sri Lanka 3 Wickets für 14 Runs erreichen.

### Bis heute
Im Februar 2018 konnte sie bei der Tour gegen Indien 4 Wickets für 30 Runs uns im dritten WODI und mit 5 Wickets für 30 Runs im dritten WTwenty20 ihr erstes Five-For im kurzen Format erzielen. Im folgenden Mai kam Bangladesch nach Südafrika und Ismail konnte je einmal in der WODI- und WTwenty20-Serie 3 Wickets erreichen (3/17 und 3/19). Im Sommer 2018 konnte sie 3 Wickets für 25 Runs im ersten WODI gegen England erzielen. Beim ICC Women’s World Twenty20 2018 konnte sie zunächst gegen Sri Lanka 3 Wickets für 10 Runs und dann gegen die West Indies 3 Wickets für 12 Runs erreichen. Im September 2019 erreichte sie beim ersten WTwenty20 in Indien 3 Wickets für 26 Runs. Beim ICC Women’s T20 World Cup 2020 konnte sie 3 Wickets für 8 Runs gegen Thailand erzielen.
Nach einer längeren pause auf Grund der COVID-19-Pandemie konnte sie im Januar 2021 auf der Tour gegen Pakistan zwei Mal 3 Wickets in der WODI-Serie (3/42 und 3/22) erringen und im zweiten WTwenyt20 5 Wickets für 12 Runs. Im März folgte die reiste sie mit dem Team nach Indien und konnte dort in beiden Serien jeweils einmal 3 Wickets erreichen. Die Saison 2021/22 begann mit 3 Wickets für 31 Runs in den West Indies. Während der Serie zog sie sich eine Knieverletzung zu, die sie zu einer Pause zwang. Als die West Indies dann zum Ende der Saison nach Südafrika kamen konnte sie zwei Mal 4 Wickets erreichen (4/37 und 4/44). Beim Women’s Cricket World Cup 2022 erreichte sie in der Vorrunde zunächst gegen Pakistan (3/41) und Neuseeland (3/27) jeweils drei Wickets. Im Halbfinale gegen England gelangen ihr dann noch einmal 3 Wickets für 46 Runs, was jedoch nicht zum Sieg reichte. Bei der Tour in Irland im Sommer 2022 konnte sie zunächst in den WODIs in den ersten beiden Spielen jeweils 3 Wickets (3/16 und 3/31) erzielen. Im abschließenden Spiel gelangen ihr dann 5 Wickets für 8 Runs und sie wurde als Spielerin des Spiels und der Serie ausgezeichnet. Bei den Commonwealth Games 2022 war ihre beste Leistung 2 Wickets für 27 Runs gegen England. Im neuen jahr war sie dann Teil des Teams beim ICC Women’s T20 World Cup 2023 und konnte dort unter anderem im Halbfinale gegen England mit 3 wickets für 27 Runs einen wichtigen Beitrag zum Finaleinzug des Teams beitragen.